# Chavey Down
Chavey Down – osada w Anglii, w hrabstwie ceremonialnym Berkshire, w dystrykcie (unitary authority) Bracknell Forest. Leży 19 km na wschód od centrum miasta Reading i 42 km na zachód od centrum Londynu.